# Parinda
Parinda (Hindi: परिंदा, übersetzt: Vogel) ist ein Hindi-Film von Vidhu Vinod Chopra aus dem Jahr 1989.

## Handlung
Kishen, der Gefolgsmann des psychopathischen Kriminellen Anna, versucht seinen jüngeren Bruder Karan von der kriminellen Szene fernzuhalten und schickt ihn nach Übersee. Karans bester Freund ist der Polizist Prakash, in dessen Schwester Paro er sich verliebt hat. Als Karan wieder nach Bombay kommt, will er sich mit Prakash treffen. Doch Annas Gang tötet Prakash vor Karans Augen. Karan ist schockiert, als er erfährt, dass sein Bruder Kishen zu Annas Gang gehört.
Nun tritt auch Karan, gegen den Willen seines Bruders, in die Gang ein, um sich für Prakashs Tod zu rächen. Er bespitzelt die Gang und lässt die Hinweise Annas Rivalen zukommen.
Derweil verheiratet Kishen seinen Bruder mit Paro und überredet Karan, von der gefährlichen Szene wegzukommen. In ihrer Hochzeitsnacht wird das frisch vermählte Paar brutal ermordet und Kishen rächt sich für deren Tod, indem er Anna in Flammen setzt.

## Musik
| Songtitel             | Sänger/in                   |
| --------------------- | --------------------------- |
| Kitni Hai Pyari Pyari | Suresh Wadekar              |
| Tumse Milke Aisa Laga | Asha Bhosle, Suresh Wadekar |
| Pyar Ke Mod Pe        | Asha Bhosle                 |
| Sehre Mein Dulha Hoga | Suresh Wadekar              |

Nur die Lieder Tumse Milke Aisa Laga und Pyar Ke Mod Pe sind im Film im Bollywood-Stil vertanzt. Die Liedtexte zur Musik von Rahul Dev Burman schrieb Khursheed Hallauri.

## Hintergrund
Parinda ist Chopras größte Mainstream-Produktion. Der Regisseur war zuvor insbesondere durch seine Thriller Sazaaye Maut (1981) und Khamosh (1985) und als Vertreter des indischen Kunstfilms bekannt. Kommerziell war der Film ein Flop, aber er erhielt Kritikerlob für seinen Soundtrack, die Verwendung von CinemaScope und für Patekars glaubwürdiges Spiel.

## Auszeichnungen
Filmfare Award 1990
- Filmfare Award/Beste Regie an Vidhu Vinod Chopra
- Filmfare Award/Bester Hauptdarsteller an Jackie Shroff
- Filmfare Award/Bester Nebendarsteller an Nana Patekar
- Filmfare Award/Bestes Drehbuch an Shivkumar Subramaniam
- Filmfare Award/Bester Schnitt an Renu Saluja

National Film Award (1990)
- National Film Award/Bester Nebendarsteller an Nana Patekar
- National Film Award/Bester Schnitt an Renu Saluja